# Costișa (gmina Tănăsoaia)
Costișa – wieś w Rumunii, w okręgu Vrancea, w gminie Tănăsoaia. W 2011 roku liczyła 24
mieszkańców